# Muehlenbeckia complexa
Muehlenbeckia complexa es una planta ornamental de la familia Polygonaceae, nativa de Nueva Zelanda.

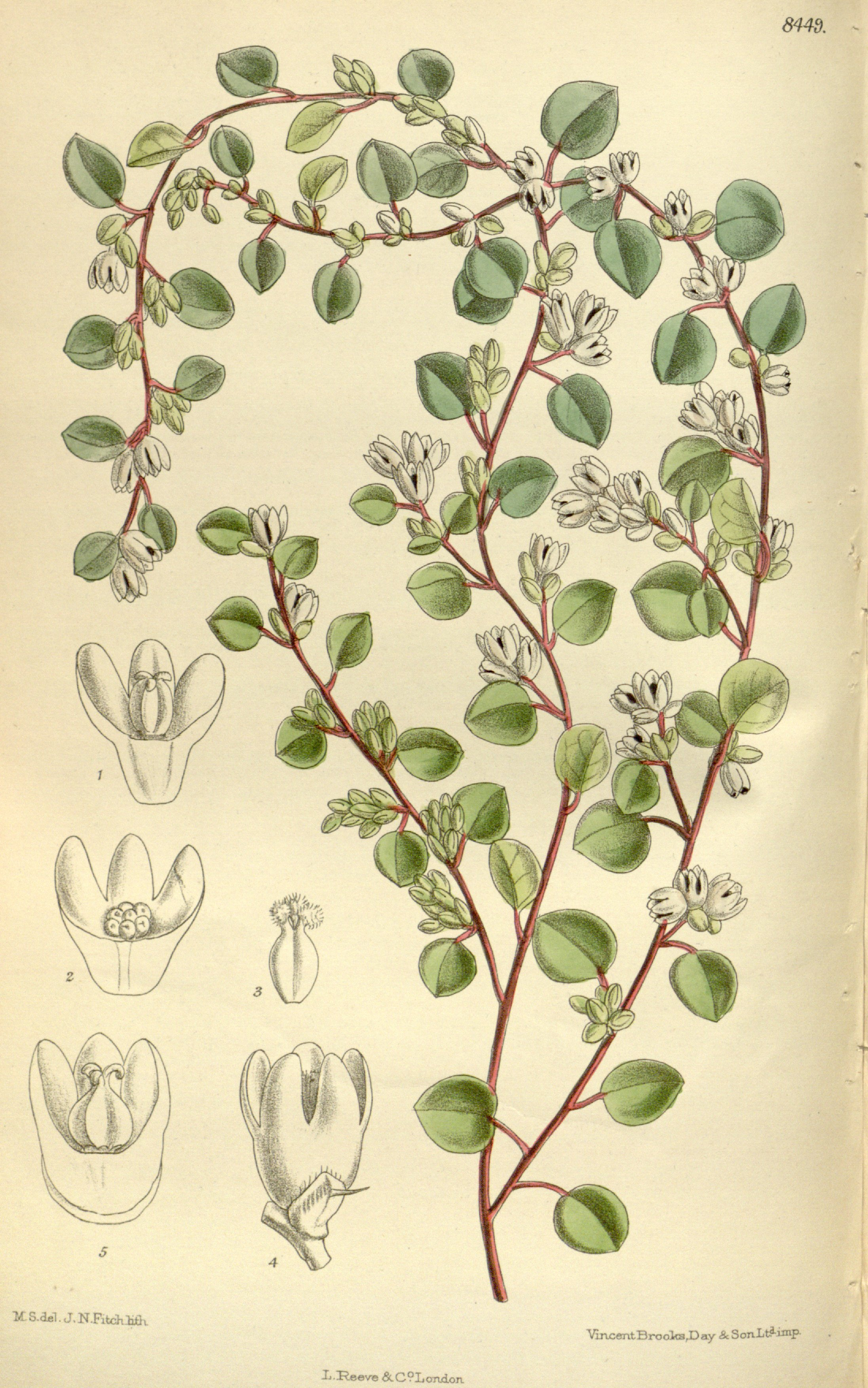
Ilustración

## Descripción
Planta trepadora que llega a alcanzar un tamaño de 5 m de altura. Tiene tallos herbáceos, sarmentosos. Hojas perennes,  0,5-2,5 × 0,4-2 cm, anchamente obovadas
o suborbiculares, a veces panduriformes, redondeadas o cordadas en la base; ramillas jóvenes pubescentes, suculentas, de color verde oscuro. Flores blanco-verdosas en racimos más o menos densos, axilares y terminales. Fruto en bayas esféricas, ceréas y abultadas, blancas con semillas negras. 
Originaria de Nueva Zelanda y naturalizada en España en muchas regiones, se utiliza en jardinería en zonas costeras.

## Taxonomía
Muehlenbeckia complexa fue descrita por (A.Cunn.) Meisn. y publicado en Plantarum vascularium genera secundum ordines ... 2: 227. 1840[1841].
Etimología
Muehlenbeckia: nombre genérico que fue otorgado en honor del briólogo alemán Heinrich Gustav Mühlenbeck (1798–1845).
complexa: epíteto latíno que significa "abrazada".
Sinonimia
- Calacinum complexum (A.Cunn.) J.F.Macbr.
- Polygonum camptianum Meisn.
- Polygonum complexum A.Cunn.
- Polygonum comptonianum Meisn.
- Polygonum rotundifolium auct.
- Sarcogonum complexum (A.Cunn.) Kunze